# Caracal F
Caracal F je sodobna polavtomatska pištola, ki jo izdeluje podjetje Caracal International Llc. 
Caracal je bila prva pištola, ki je imela vgrajen striker, ki je zamenjal udarno kladivo in iglo. Ima modificiran Peter/Browningov cevni zaklepni mehanizem; »semi-double action« sprožilni sistem in tri tovarniško vgrajene varovalke, ki omogočajo varno nošnjo.

## Različice
- Caracal C - pomanjšana različica